# Cueva de los Nadadores
La cueva de los nadadores es una cueva con arte rupestre antiguo en la montañosa meseta de Gilf Kebir en la gobernación Nuevo Valle en el suroeste de Egipto, cerca de la frontera con Libia.

## Historia
La cueva y el arte rupestre fueron descubiertos en octubre de 1933 por el explorador húngaro László Almásy. Contiene pictografías neolíticas (imágenes de arte rupestre del periodo Neolítico) con gente nadando, como en la cercana Cueva de las Bestias. Se estima que se crearon hace 10 000 años durante la época de la más reciente glaciación.
Almásy dedicó un capítulo de su libro El Sahara desconocido (1934) a esta cueva. En él, sugiere que las escenas de natación son descripciones reales de la vida en aquel tiempo y que un cambio climático había convertido aquel lugar en un desierto. En 1934, estas ideas eran muy nuevas, y el editor del libro colocó varias notas a pie de página advirtiendo que no estaba de acuerdo con esta teoría. En 2007, el geomorfólogo egipcio Eman Ghoneim descubrió un inmenso lago de más de 30 000 km² enterrado bajo las arenas del Sahara al norte de la región de Darfur, en Sudán.
Esta cueva se menciona en la novela El paciente inglés, de Michael Ondaatje, y en la película adaptada. La cueva que aparece en el filme no es la original, sino una escenografía recreada por un artista.

## Actualidad
Una parte importante de la cueva ha sido irreversiblemente dañada por el gran número de visitantes de los últimos años, especialmente desde que se estrenó la película en 1996. Algunos fragmentos han sido arrancados como recuerdos. Hay partes agrietadas a causa del agua aplicada por los fotógrafos para obtener un mayor contraste. Además, se han añadido grafitis modernos al techo de la cueva, y la basura de los turistas también es un problema.
Se han tomado medidas para reducir los daños en el futuro, limpiando las basuras y contratando guías para acompañar a los turistas, pero un futuro incremento del turismo puede ser perjudicial.